# Rotbeiniger Pflanzenkäfer

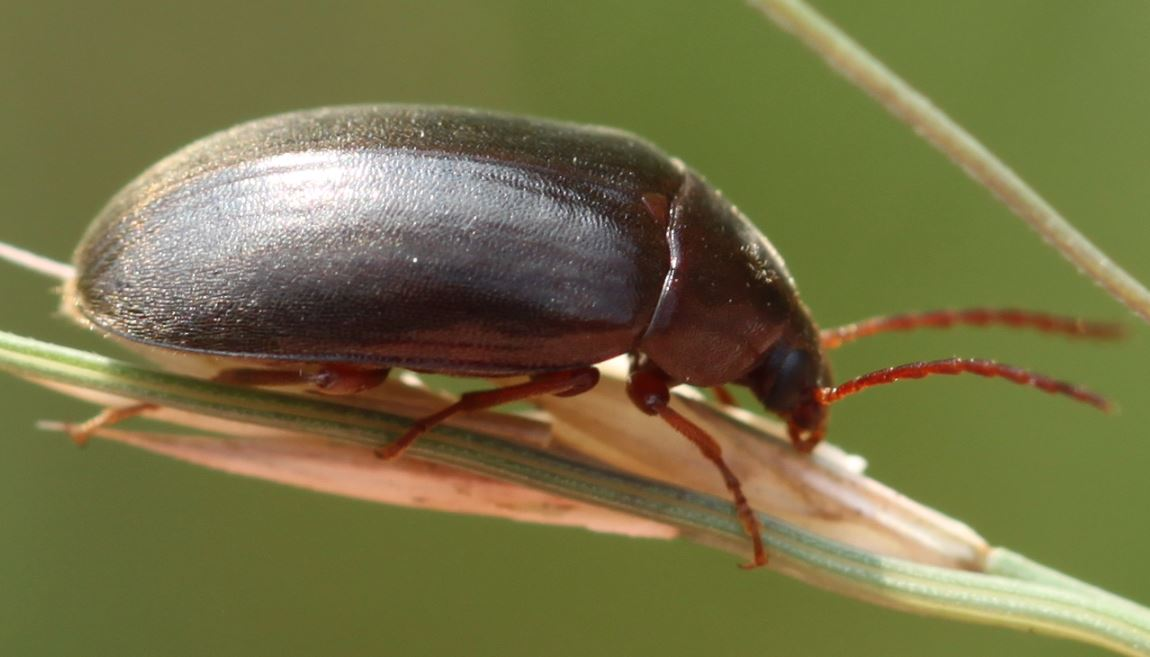
Seitenansicht

Der Rotbeinige Pflanzenkäfer (Hymenalia rufipes) ist ein Käfer aus der Unterfamilie der Pflanzenkäfer (Alleculinae) innerhalb der Familie der Schwarzkäfer (Tenebrionidae).

## Merkmale
Die Käfer werden 8 bis 9 Millimeter lang. Ihr brauner Körper ist länglich oval. Er kann manchmal auch schwarz gefärbt sein. Er besitzt eine gelbe Behaarung. Die Flügeldecken sind nur innen und am Ende mit schwachen Furchen durchzogen, die Punktierung ist nicht in Reihen angeordnet. Fühler und Beine sind rot.

## Vorkommen
Die Art kommt in Teilen Europas vor. Sie ist in Mitteleuropa verbreitet aber wenig häufig. Im Süden reicht ihr Vorkommen bis nach Südfrankreich, Italien und Sardinien, im Norden bis ins Baltikum (Lettland) sowie über Dänemark nach Südschweden und Südnorwegen.

## Lebensweise
Der Rotbeinige Pflanzenkäfer bevorzugt als Lebensraum trockenwarme Steppenstandorte, insbesondere Kiefernheide. Die Käfer fliegen zwischen Juni und August. Sie sind ausgesprochen nachtaktiv und werden oft von künstlichen Lichtquellen angezogen. Die Larven entwickeln sich in morschen Ästen von Laubbäumen.

## Taxonomie
Folgende Synonyme finden sich in der Literatur:
- Cistela rufipes Fabricius, 1792